# Фигероа, Хенри
Хенри Адальберто Фигероа Алонсо (исп. Henry Adalberto Figueroa Alonzo; родился 28 декабря 1992 года в Санта-Фе, Гондурас) — гондурасский футболист, защитник клуба «Алахуэленсе» и сборной Гондураса.

## Клубная карьера
Фигероа начал свою карьеру в клубе «Мотагуа». 4 апреля 2013 года в матче против «Атлетико Чолома» он дебютировал в чемпионате Гондураса. 26 августа в поединке против «Реал Сосьедад де Токоа» Хенри забил свой первый гол за команду. В составе «Мотагуа» он четырежды становился чемпионом страны.
В начале 2019 года Фигероа перешёл в коста-риканский «Алахуэленсе», подписав трёхлетний контракт.

## Международная карьера
14 сентября 2014 года в матче Центральноамериканского кубка против сборной Никарагуа Хенри дебютировал за сборную Гондураса.
В 2015 году в составе национальной команды Фигероа принял участие в розыгрыше Золотого кубка КОНКАКАФ. На турнире он сыграл в матче против США и Панамы.
В начале 2017 года Хенри стал победителем Центральноамериканского кубка. На турнире он сыграл в матчах против сборных Никарагуа, Панамы и Коста-Рики. В том же году в составе сборной Фигероа принял участие в розыгрыше Золотого кубка КОНКАКАФ. На турнире он сыграл в матче против команд Коста-Рики, Французской Гвианы, Канады и Мексики.
В 2019 году Фигероа был включён в состав сборной Гондураса на Золотой кубок КОНКАКАФ.

## Достижения
Клубные
 «Мотагуа»
- Чемпионат Гондураса — 2014 апертура, 2016 апертура, 2016 клаусура, 2018 апертура
- Обладатель Суперкубка Гондураса — 2017

Международные
 Гондурас
- Центральноамериканский кубок — 2017